# Mariensäule Mudau

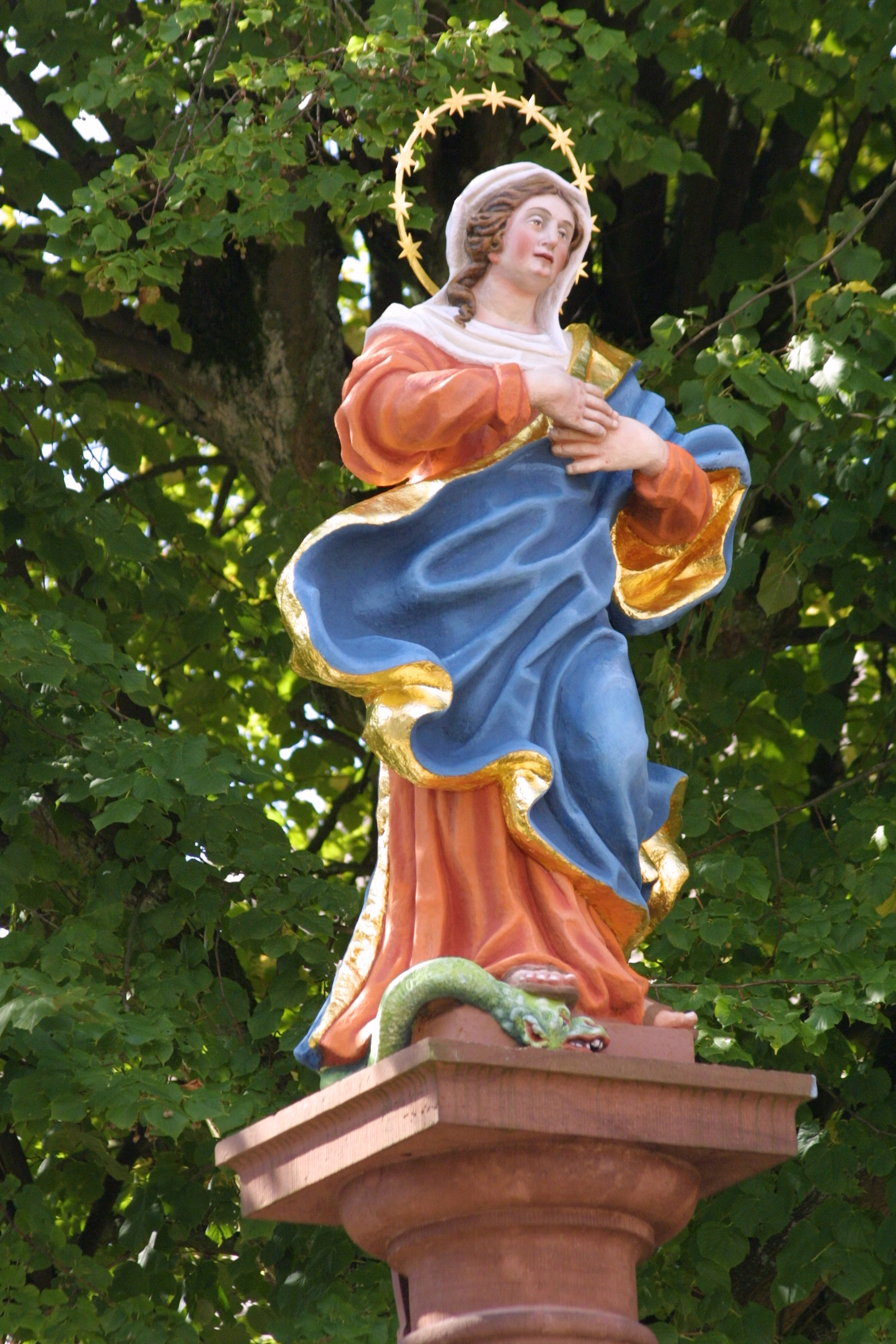
Mariensäule Mudau

Die Mariensäule Mudau, auch „Bild“ genannt, ist ein 1736 errichtetes barockes Denkmal. Erbauer ist der damalige Pfarrherr von Mudau, Pater Honorius Schmiegd (auch Schmich), Parochus in Mudach, aus dem Benediktinerkloster Amorbach. Er war der ältere Bruder des Bildhauers Georg Friedrich Schmiegd und verwaltete die mit damals noch 13 Filialen (Langenelz, Unterscheidental, Oberscheidental, Reisenbach, Galmbach, Kailbach, Hesselbach, Schöllenbach, Waldauerbach, Schloßau, Neubrunn (1836 in Ernsttal umbenannt), Mörschenhardt und Donebach) recht große Pfarrei Mudau vom 29. Juni 1728 bis zum 17. Dezember 1753. Alle Pfarrkinder halfen mit, insbesondere das „Mitglied des Gerichts“, der Bürgermeister von Mudau, Valentin Ziegler. Man vermutet, dass die Mariensäule aus Anlass der 1000-Jahr-Feier des Klosters Amorbach (1734) erstellt wurde. Die große Verehrung der Gottesmutter im Madonnenländchen geht auf die lange Zugehörigkeit zum Bistum Würzburg zurück.
Die Inschrift auf dem Sockel lautet:
Auß
Andächtiger an Rathung
unßereß pfarrhernß P. Honor
ius Schmiegd
Und verwaltung valentin Ziegler
dess Gerichtß dahier,
ist diese Saul auf Zuthunung sambtli
cher pfarrkinder auffgerichtet
worden.
ANNO 1736

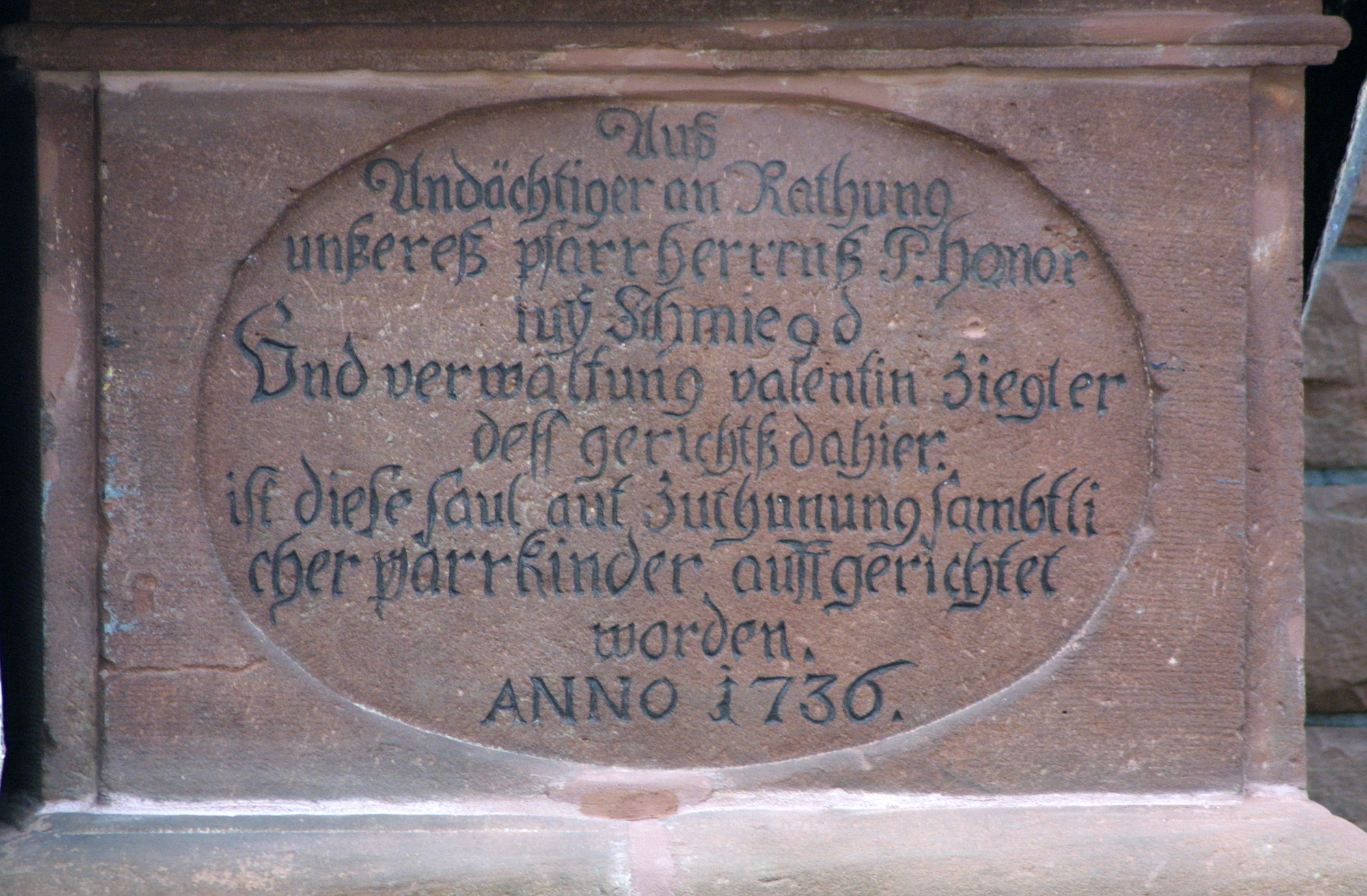
Sockelinschrift

Auf der etwa fünf Meter hohen Säule ist folgende Inschrift eingemeißelt: „Du bist ganz schön, meine Freundin, und an Dir ist kein Flecken. Cant. 4,5. Bitt für uns sambtliche Pfarrkinder.“
Die Mudauer schätzten das „Bild“ so hoch, dass ein jährlicher Betrag in den Gemeindehaushalt aufgenommen wurde für das Beten am „Bild“. Die Gemeinderechnung von 1803 belegt, dass dem „Bettelvogt“ Johann Blaut für das Beten am „Bild“ fl. 30 kr. (ein Gulden 30 Kreuzer) ausbezahlt wurden, „welches von der Gemeinde gestiftet“.
In früheren Zeiten versammelte sich in den Sommermonaten die Schuljugend abends am Bild, um den Rosenkranz und den Englischen Gruß zu beten; an Sonn- und Feiertagen sangen die Jungfrauen ein Marienlied dazu.
In der Kirchenchronik wird berichtet, dass in der Zeit des Nationalsozialismus der Brauch des Bildbetens stark eingeschränkt wurde. Anlässlich des 200. Jahrestages der Errichtung des „Bildes“ im Mai 1936 führte Pfarrer Otto Ackermann das Bildbeten gegen den Willen der Mosbacher Gestapo wieder ein. Der Brauch wurde in den 1960er Jahren wegen des starken Verkehrsaufkommens aufgegeben. Erst nach dem Bau der Teilumgehung Mudau und der Verkehrsberuhigung der Hauptstraße ließ man den Brauch des Bildbetens im Jahre 2001 wieder aufleben.
Im Jahre 2005 wurde die Mariensäule unter Mithilfe heimischer Helfer und Künstler umfassend restauriert. Dabei entschied man sich aus kunsthistorischen Überlegungen auf eine geänderte Farbgebung, vor allem des Mantels der Madonna. Die Goldtöne sollten nicht mehr im Vordergrund stehen. „Als Mittlerin zwischen Himmel und Erde trägt sie, die sternenbekränzte und das Böse besiegende Himmelskönigin, einen blauen Mantel (Himmel) und ein braunes Gewand (Erde)“.  Die Kosten für die Restaurierung trug die „Bürgerstiftung Mudau“.
Auf Initiative vom Heimat- und Verkehrsverein Mudau wurde Im Jahr 2019 die Mariensäule erneut restauriert. Witterungseinflüsse hatten dem Denkmal zugesetzt. Die aufwändigen Restaurierungsarbeiten wurden von einem renommierten Restaurator ausgeführt.
Der hinter der Mariensäule stehende Lindenbaum wurde mit Zustimmung der Kirchengemeinde etwas zurückgenommen, damit das Denkmal keinen Schaden nimmt. Die Kosten wurden durch Spenden, einen Zuschuss des Landesdenkmalamtes und Eigenmitteln des Heimat- und Verkehrsvereins aufgebracht. Der Verein sorgte auch für die abendliche Beleuchtung des Denkmals.